# Arquetip (psicologia analítica)

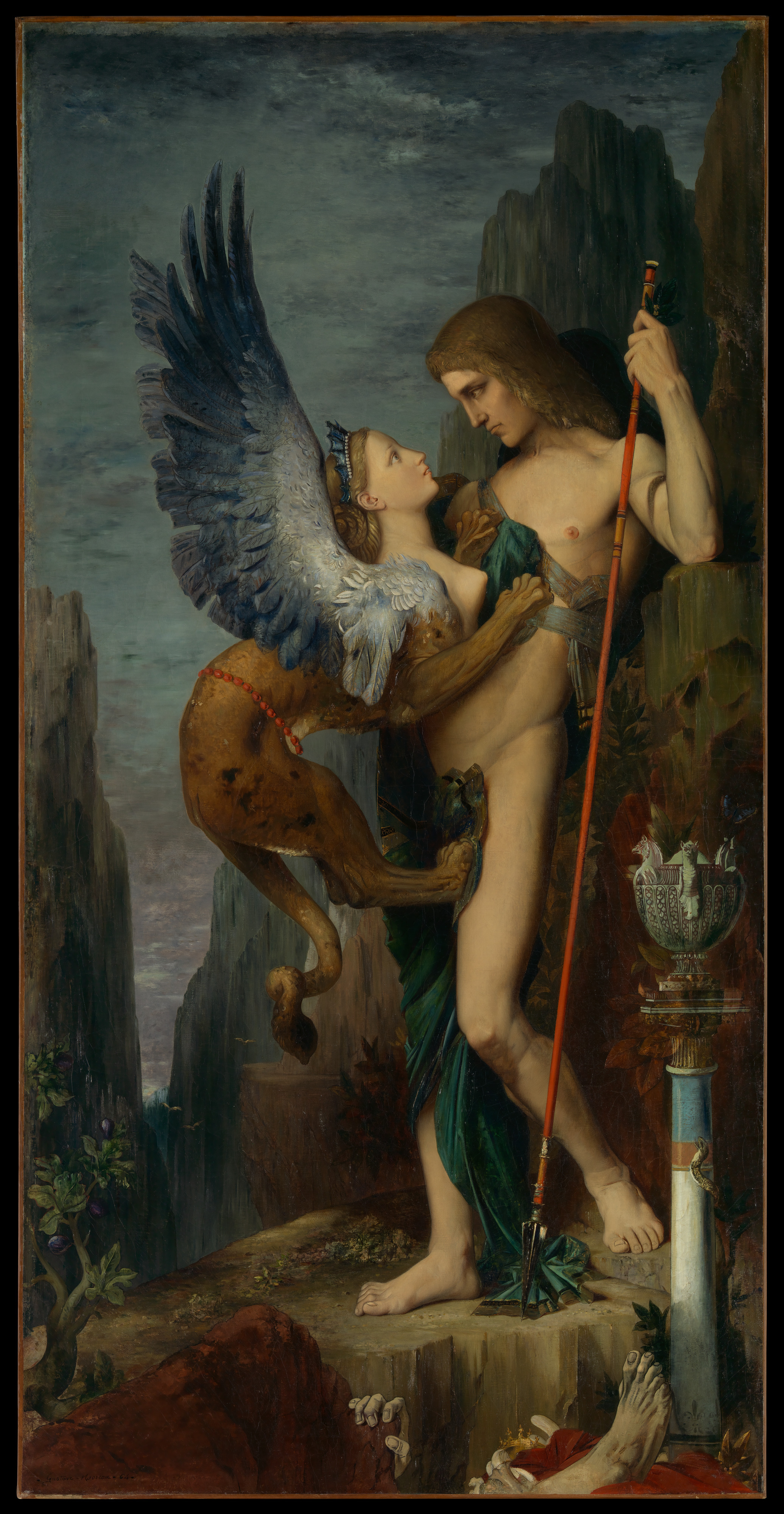
Èdip i l'esfinx, de Gustave Moreau (1864)

El psiquiatre, psicòleg i assagista suís Carl Gustav Jung entenia els arquetips com patrons i imatges arcaiques universals derivats de l'inconscient col·lectiu i són la contrapart psíquica de l'instint. Són potencials heretats que s'actualitzen quan entren com a imatges en la consciència o es manifesten en el capteniment en interacció amb el món extern. Són formes autònomes i encobertes que es transformen quan arriben a la consciència i se'ls dona una expressió concreta per part dels individus i la seua cultura. En psicologia analítica, els arquetips són elements molt desenvolupats de l'inconscient col·lectiu. L'existència d'arquetips només és deduïble indirectament pels relats, art, mites, religions o somnis.
Els arquetips en psicologia analítica es refereixen a formes subjacents inaprensibles o arquetips en si, dels quals emergeixen imatges i motius com la mare, el xiquet, el diluvi universal, entre d'altres. La història, la cultura i el context personal modelen aquestes representacions i els donen contingut específic. Aquests motius es denominen imatges arquetípiques. És comú, però, que el terme arquetip s'utilitze indistintament per a referir-se tant als arquetips en si com a les imatges arquetípiques.

## Introducció

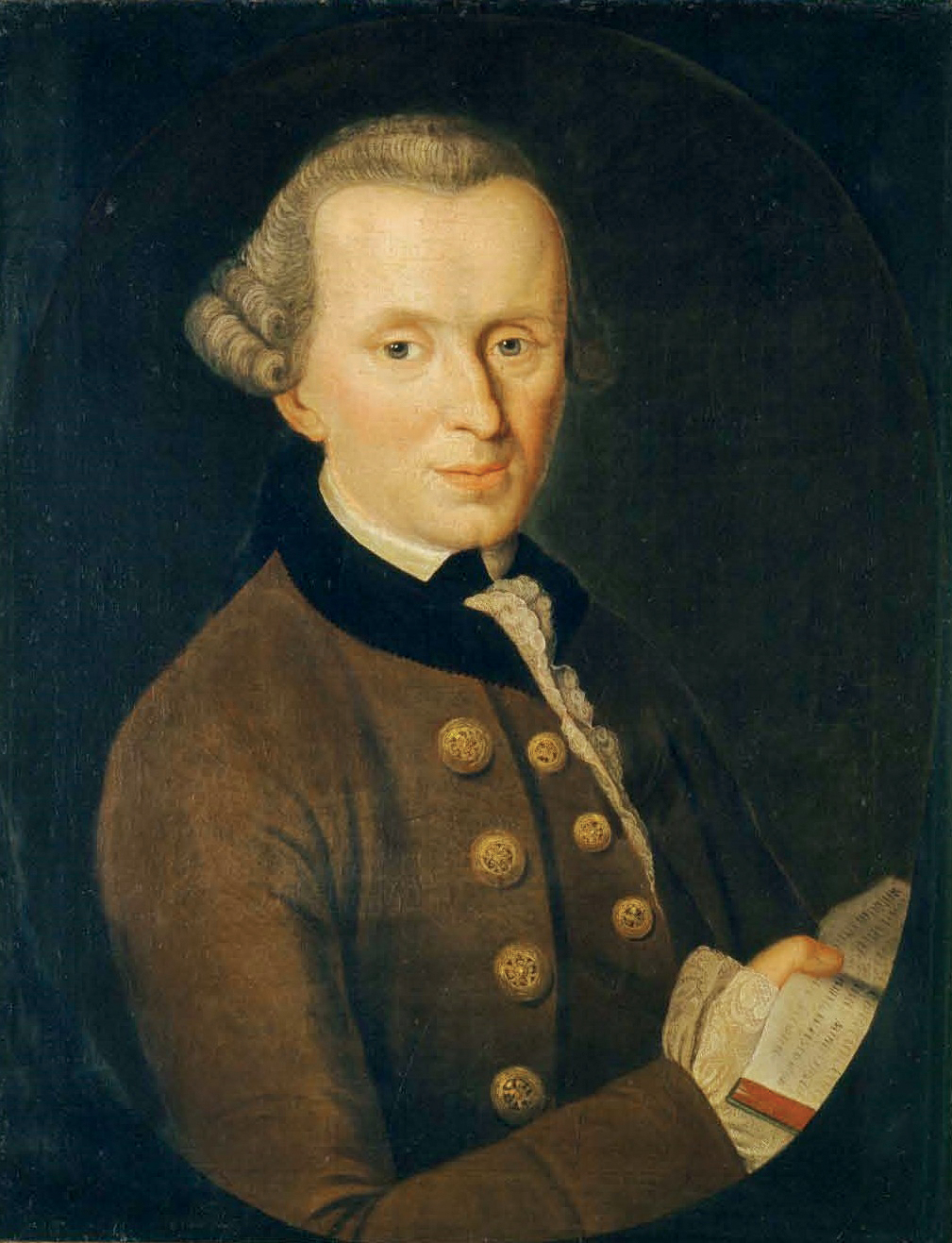
Les idees jungianes sobre els arquetips es basaven en part en les categories d'Immanuel Kant

Jung refutà la teoria de la tabula rasa del creixement psicològic humà perquè creia que les pressions evolutives tenen predestinacions individuals manifestes en arquetips. Emprà primer el terme imatges primordials per a referir-se al que després anomenaria "arquetips". La idea de Jung dels arquetips es basa en les categories d'Immanuel Kant, les idees de Plató i els prototips d'Arthur Schopenhauer. Per a Jung, "l'arquetip és la forma introspectivament recognoscible d'un ordre psíquic a priori". "Aquestes imatges han de considerar-se mancades de contingut sòlid, per tant, com a inconscients. Sols adquireixen solidesa, influència i consciència eventual quan es troben amb els fets empírics".
Els arquetips formen un substrat dinàmic comú a tota la humanitat, i damunt aquesta base cada individu construeix la seua experiència de vida, i els tenyeix amb la seua cultura, personalitat i fets vitals únics. Per això, si els arquetips es poden concebre com unes poques formes nebuloses innates, d'aquestes poden sorgir innombrables imatges, símbols i patrons de capteniment. Mentre que les imatges i formes emergents s'aprehenen conscientment, els arquetips que les formen són estructures elementals inconscients i impossibles de aprehendre.
A Jung li agradava comparar la forma de l'arquetip
(...) amb el sistema axial d'un cristall, que predetermina la formación cristal·lina en l'aigua mare sense tenir ell existència material. Aquesta existència es manifesta primer en la manera de cristal·litzar els ions i després en la forma en què ho fan les molècules".
 

L'arquetip per si sol és buit i purament formal: una possibilitat de representació a priori. Les representacions en si mateixes no s'hereten, només les formes, i per això es corresponen amb els instints. Podem provar els instints per l'existència d'arquetips, sempre que no es manifesten concretament.

## Desenvolupament primerenc

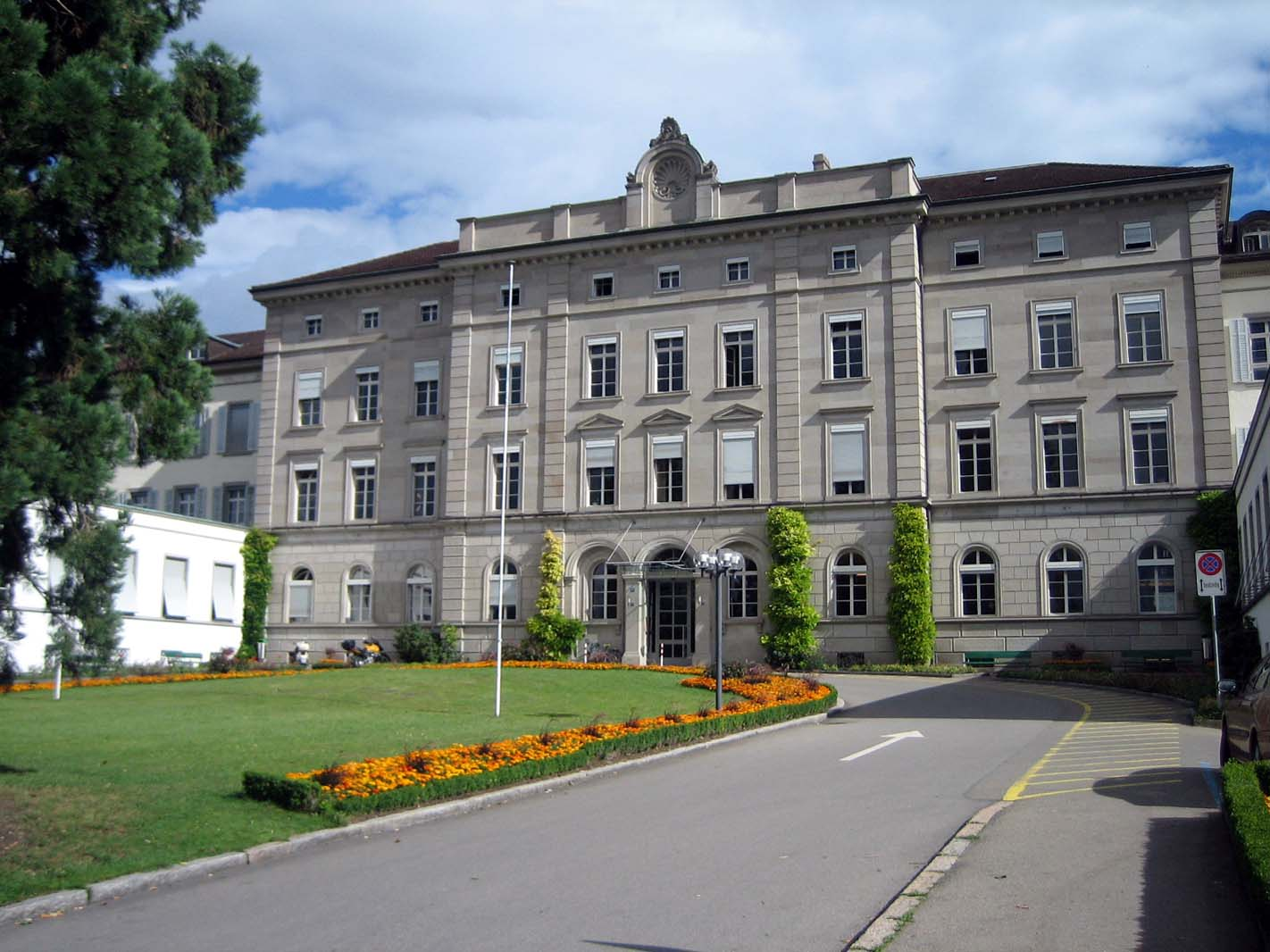
Burghölzli

La intuïció que hi havia més en la psique que l'experiència individual degué començar en la infantesa de Jung. El primer somni que recordava era el d'un déu itifàl·lic subterrani. Més endavant en la seua vida, la recerca sobre pacients psicòtics de l'hospital Burghölzli i la seua autoanàlisi afirmaren la seua intuïció sobre l'existència d'estructures psíquiques universals que subjauen a l'experiència i capteniment humans. Jung es referia primer a aquestes imatges com a "imatges primordials", un terme que prengué de Jacob Burckhardt. Més tard, el 1917, les denominà "dominants de l'inconscient col·lectiu".
Al 1919 utilitza per primera vegada el terme "arquetips" en l'assaig Instint i inconscient. El terme mateix d'"arquetip", pels vocables grecs que el componen, permet conéixer-ne els trets essencials:

El prefix -''arque''- significa 'començament', 'origen', 'motiu fonamental', 'principi', però expressa també 'lloc d'un cap', 'sobirania' i 'govern' (una mena de 'dominant'); el segon component -''tip''- significa 'plasmació', 'encunyament de moneda'..., 'forma', 'imatge', 'còpia', 'model', 'ordenació' i 'norma'...; en sentit més modern, 'transferit', 'mostra' o 'model', 'forma fonamental', 'forma primordial'.
 

## Desenvolupament posterior
En anys posteriors, Jung revisà i amplià encara més el concepte d'arquetip, i els concebia com patrons psicofísics existents en l'univers, donada l'expressió de la consciència i la cultura humanes. Proposà que l'arquetip tenia una naturalesa dual: en la psique i en el món en general. Denominà aquest aspecte no psíquic seu "arquetip psicoide".
Jung dibuixà una analogia entre la psique i la llum en l'espectre electromagnètic. El centre de l'espectre de la llum visible (és a dir, el groc) es correspon amb la consciència, que es transforma a poc a poc en inconscient en els caps roig i blau. El roig correspon als impulsos bàsics inconscients, i el cap infraroig invisible de l'espectre correspon a la influència de l'instint biològic, que es fusiona amb les seues condicions fisicoquímiques. L'extrem blau de l'espectre representa idees espirituals; i els arquetips, emetent la seua influència des de més enllà d'allò visible, es corresponen amb el regne invisible de l'ultraviolat. Jung suggerí que les estructures arquetípiques no sols dominen el capteniment de tots els éssers vius, sinó que també són contigües a les estructures que controlen el capteniment de la matèria inorgànica.
L'arquetip no era sols una entitat psíquica, sinó, sobretot, un pont cap a la matèria. Jung usa el terme unus mundus per a descriure la realitat unitària que, segons creia, subjau a tots els fenòmens manifests. Entenia els arquetips com els mitjancers de l'unus mundus, organitzant no sols les idees en la psique, sinó també els principis fonamentals de la matèria i l'energia del món físic.
Fou aquesta faceta psicoide de l'arquetip allò que impressionà tant el físic guanyador del premi Nobel Wolfgang Pauli. Abastant el concepte de Jung, Pauli creia que l'arquetip presentava un vincle entre els fets físics i la ment del científic que els observava. En fer-ho, es feia ressò de la posició adoptada per l'astrònom alemany Johannes Kepler. Per tant, els arquetips que ordenen les nostres percepcions i idees són en si mateixos el producte d'un ordre objectiu que transcendeix la ment humana i el món extern.

## Exemples

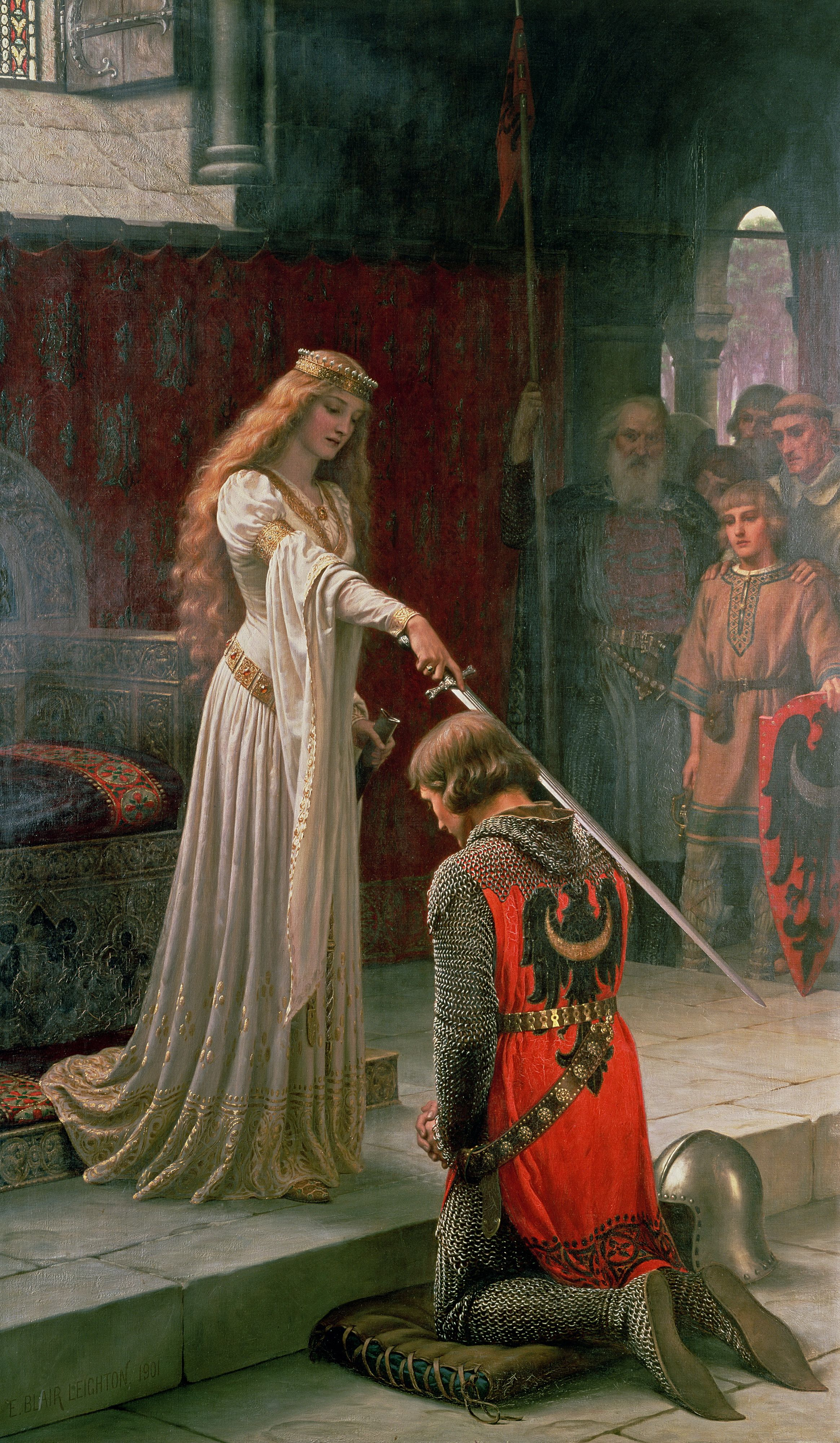
La investidura, d'Edmund Blair Leighton. Oli sobre llenç, 1901, imatge arquetípica de l'heroi

Jung va descriure esdeveniments arquetípics: el naixement, la mort, la separació dels pares, la iniciació, el matrimoni, la unió dels contraris; figures arquetípiques: la gran mare, el pare, el xiquet i la xiqueta, el diable, déu, l'ancià savi, l'anciana sàvia, l'engalipador, l'heroi; i motius arquetípics: l'apocalipsi, el diluvi, la creació. Tot i ser il·limitat el nombre d'arquetips, hi ha algunes imatges arquetípiques especialment notables i recurrents, "les principals" (segons Jung) en serien "l'ombra, l'ancià savi, el xiquet i la xiqueta, la mare... i la seua contrapartida, la donzella, i finalment l'ànima en l'home i l'esperit en la dona". A més, parlaria de "l'aparició de certs arquetips definits... l'ombra, l'animal, el vell savi, l'ànima, l'esperit, la mare, el xiquet".
El si mateix es refereix a tot l'espectre de fenòmens psíquics de l'ésser humà i denota la unitat de la personalitat humana com un tot.
L'ombra és una representació de l'inconscient personal íntegrament i sol encarnar els valors compensatoris de la personalitat conscient. Així, l'ombra representa sovint el costat fosc d'una persona, aquells aspectes que un no reconeix o amb els quals no s'identifica.
L'arquetip de l'ànima apareix en els homes i és la seua imatge primordial de la dona. Representa l'expectativa sexual de l'home respecte a les dones, però també és un símbol de les possibilitats d'un home, les seues tendències contrasexuals. L'arquetip de l'esperit és la imatge anàloga d'allò masculí que esdevé en les dones.
Qualsevol intent de donar una llista exhaustiva d'arquetips seria en gran manera inútil, ja que aquests tendeixen a combinar-se entre si i a bescanviar qualitats, la qual cosa fa difícil determinar on acaba un arquetip i en comença un altre. Per exemple, les qualitats de l'arquetip de l'ombra poden ser prominents en una imatge arquetípica de l'ànima o esperit. Un arquetip també pot aparéixer de maneres distintes.

## Dificultats conceptuals

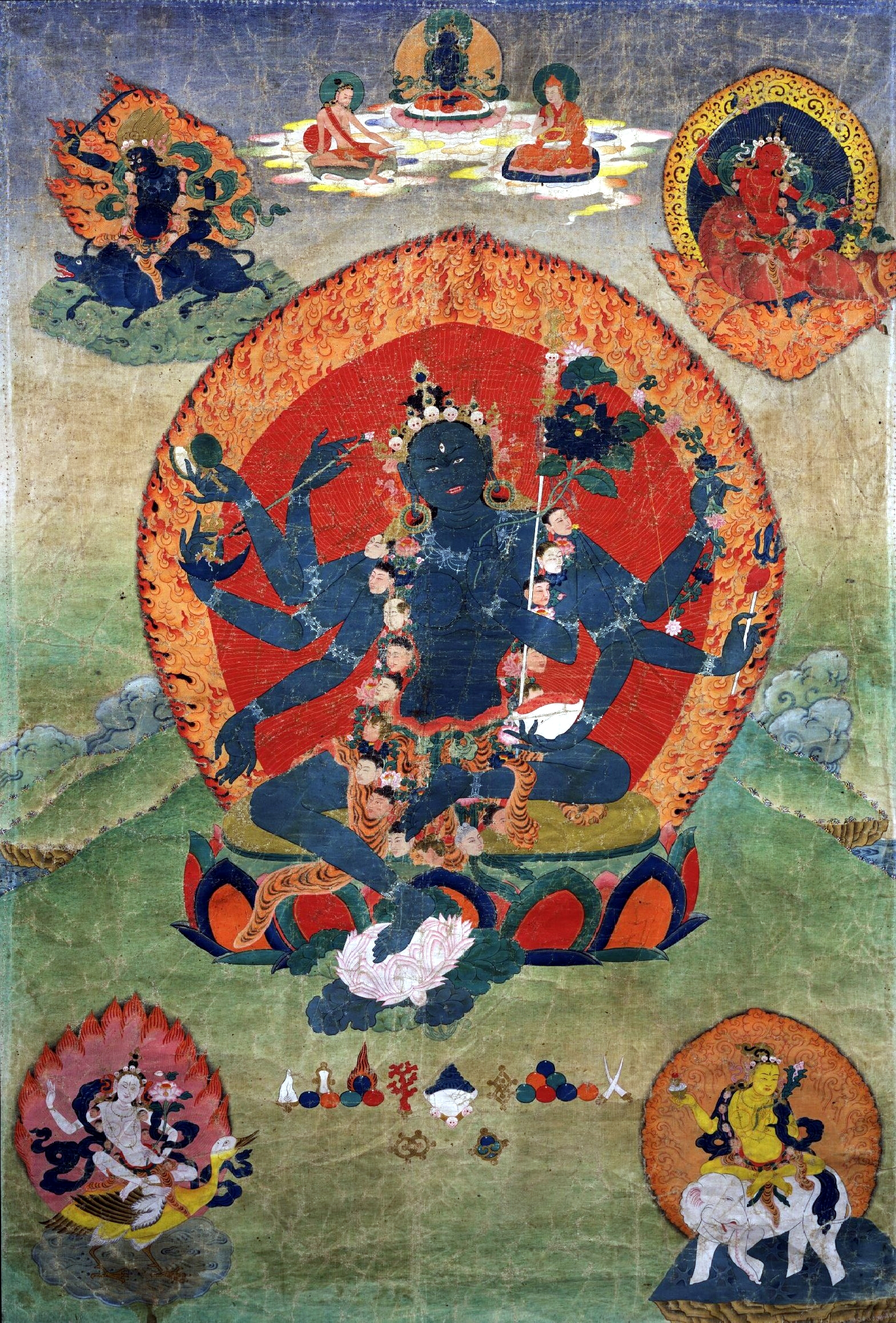
L'arquetip de la dea es denomina més apropiadament imatge arquetípica

Els usos populars i de la nova era han condensat sovint el concepte d'arquetip en una enumeració de figures arquetípiques com l'heroi, la dea, la persona sàvia, etc. Aquesta enumeració no arriba a aprehendre l'essència fluida del concepte. Estrictament parlant, les figures arquetípiques com l'heroi, la dea i la persona sàvia no són arquetips, sinó imatges arquetípiques que han cristal·litzat a partir dels arquetips en si. Jung mateix ho deia:

Les meues idees sobre les «restes arcaiques», a les quals denomine «arquetips» o «imatges primordials», són criticades constantment per persones sense prou de coneixement tant de psicologia dels somnis com de mitologia. El mot «arquetip» és mal entés sovint com si es referís a una imatge o un motiu mitològic concret. Però açò no seria sinó una representació conscient, i seria absurd suposar que aquestes representacions variables es puguen heretar. Al contrari, l'arquetip és una tendència hereditària de l'ànima humana a formar representacions de motius mitològics que poden variar molt sense perdre'n el patró bàsic. Per exemple, hi ha moltes representacions del motiu dels germans hostils, però el motiu n'és el mateix. Aquesta tendència hereditària és instintiva, igual que els impulsos de les aus a construir un niu, a migrar, etc. Aquestes représentations collectives es troben pràcticament arreu i es caracteritzen pels mateixos o semblants motius. No les podem atribuir en particular a una època, regió o ètnia. No en tenen un origen conegut, i es poden reproduir fins en casos en què la transmissió per migració n'estiga exclosa.

Les relacions precises, però, entre imatges, per exemple, del "peix" i el seu arquetip, Jung no les explicà adequadament. Ací la imatge del peix no és estrictament parlant un arquetip. L'"arquetip del peix" apunta a l'existència ubiqua d'un "arquetip de peix" innat que origina la imatge del peix. Per tal d'esclarir la declaració que els arquetips de peixos són universals, Anthony Stevens afirma que l'arquetip en si és alhora una predisposició innata a crear aquesta imatge i una preparació per trobar i respondre escaientment a la criatura per se. Això explicaria les fòbies a les serps i a les aranyes, per exemple, en persones que viuen en entorns urbans on mai s'han trobat amb cap d'aquestes criatures.
La confusió sobre la qualitat essencial dels arquetips es pot atribuir en part a les idees en evolució de Jung sobre aquests en els seus textos i a l'ús intercanviable d'"arquetip" i "imatge primordial". Jung també volia conservar la qualitat pura i vital dels arquetips com a efusions espontànies de l'inconscient i no donar a les seues expressions individuals i culturals específiques un significat rigorós i intel·lectualment formulat.

## Actualització i complexos
Els arquetips cerquen l'actualització en el context de l'entorn d'un individu i en determinen el grau d'individuació. Jung emprà igualment els mots "evocació" i "constel·lació" per a descriure el procés d'actualització. Per exemple, l'arquetip de la mare s'actualitza en la ment del xiquet o xiqueta evocant anticipacions innates de l'arquetip quan aquest és a prop d'una figura materna que es correspon al seu patró arquetípic. Aquest arquetip de la mare s'integra en l'inconscient del xiquet com un complex matern. Els complexos són unitats funcionals de l'inconscient, de la mateixa manera que els arquetips són unitats de l'inconscient col·lectiu.

## Etapes de la vida
Els arquetips són disposicions psíquiques preconscients, universals i innates; formen el substrat d'on emergeixen els temes bàsics humans. Són components de l'inconscient col·lectiu i serveixen per a organitzar, guiar i informar el pensament i el capteniment humans. Mantenen el control del cicle vital humà.
Conforme madurem, el pla arquetípic s'expandeix en una seqüència programada que Jung anomenà etapes de la vida. Cada etapa vital es relaciona amb un nou conjunt d'imperatius arquetípics que cerquen la realització en l'acció. Aquests poden incloure ser pares, la iniciació, el festeig, el matrimoni i la preparació per a la mort.
"L'arquetip és una tendència hereditària de l'ànima humana a formar representacions de motius mitològics que poden variar molt sense perdre'n el patró bàsic... Aquesta tendència hereditària és instintiva". Així, "l'arquetip d'iniciació està fortament activat per proporcionar una transició significativa... amb un "ritu de pas" d'una etapa de la vida a la següent".

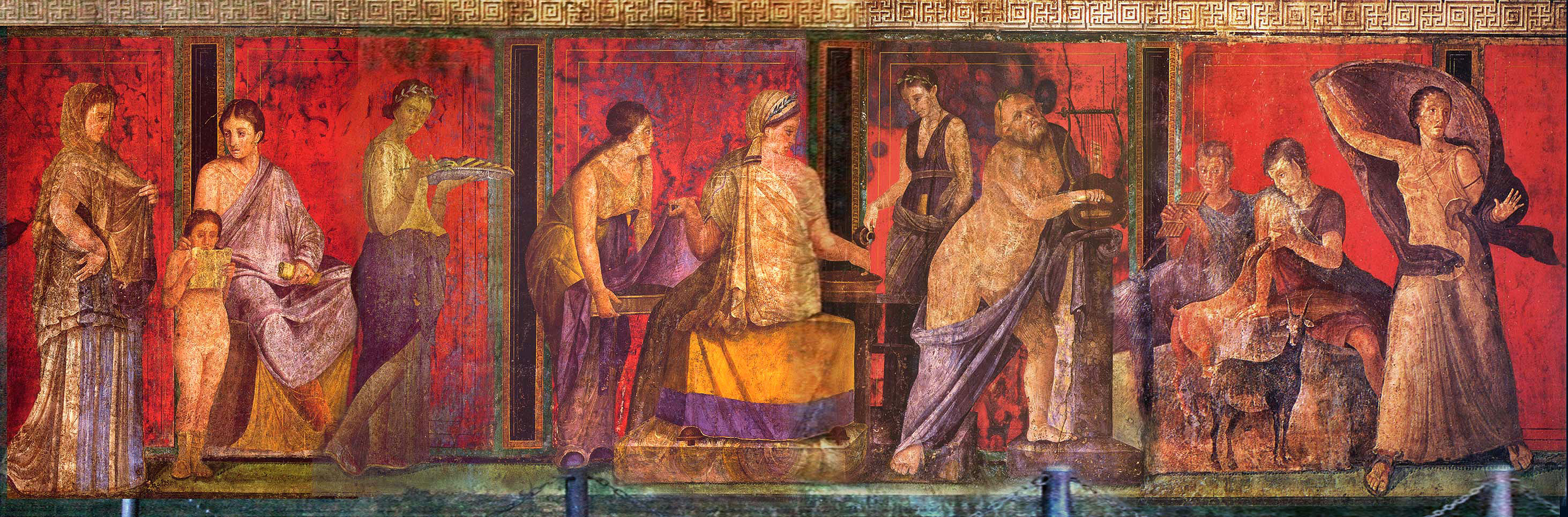
Iniciació en la Vil·la dels Misteris

### Desenvolupaments generals

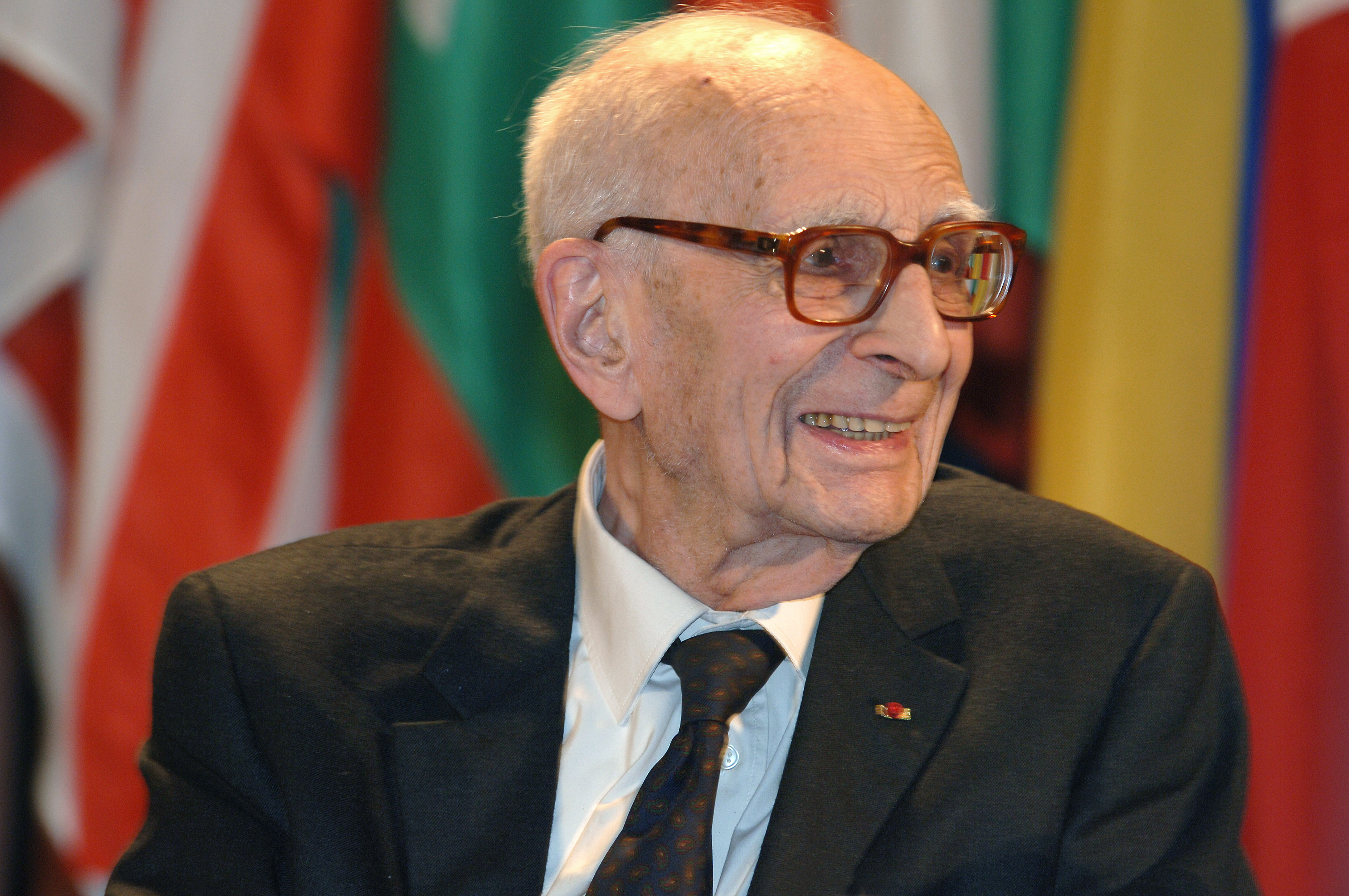
Claude Lévi-Strauss

Claude Lévi-Strauss defensava l'estructuralisme en antropologia. En la seua aproximació a l'estructura i el significat del mite, concloïa que els fenòmens actuals són transformacions d'estructures o infraestructures anteriors: "l'estructura dels pensaments primitius és present en les nostres ments".
La idea d'"instints socials" proposada per Charles Darwin, les "facultats" de Henri Bergson i els isomorfismes del psicòleg de la gestalt Wolfgang Köhler es relacionen amb els arquetips.
En el seu treball psicolingüístic, Noam Chomsky descriu un patró d'adquisició de llenguatge en infants i l'anomena "dispositiu d'adquisició de llenguatge". Es refereix a "universals" i fa una distinció entre universals "formals" i "substantius" semblant a la que existeix entre l'arquetip en si (estructura) i la imatge arquetípica.
Jean Piaget escriu sobre "esquemes" innats que sustenten l'activitat perceptivomotora i l'adquisició de coneixement, capaços d'atraure l'entorn percebut a la seua òrbita. S'assemblen als arquetips en virtut del seu caràcter innat, la seua activitat i necessitat de correspondència ambiental.

### Etologia i teoria de la inclinació
En Teoria biològica i concepte d'arquetips, Michael Fordham considera que els mecanismes d'alliberament innats en els animals poden aplicar-se als éssers humans, sobretot en la infantesa. Els estímuls que produeixen un capteniment instintiu se seleccionen d'un ampli camp per un sistema de percepció innat i el comportament és "alliberat". Fordham traça un paral·lelisme entre algunes observacions etològiques de Lorenz sobre el comportament jeràrquic dels llops i el funcionament dels arquetips en la infantesa.
Stevens (1982) explica que l'etologia i la psicologia analítica són matèries que intenten comprendre fenòmens universals. L'etologia mostra que cada espècie té capacitats conductuals úniques que s'adapten a l'entorn; "fins i tot tenint en compte la nostra major flexibilitat adaptativa, no en som una excepció. Els arquetips són centres neuropsíquics responsables de coordinar el repertori conductual i psíquic de la nostra espècie". Seguint Bowlby, Stevens remarca que el capteniment genèticament programat es dona en la relació psicològica entre mare i nounat. La impotència del bebé, el seu enorme repertori d'estímuls de signes i capteniment d'acostament, origina una resposta materna. I l'olor, el so i la forma de la mare desencadenen, per exemple, una resposta d'alimentació.

### Biologia
Si les estructures arquetípiques s'hereten, ¿com ocorre exactament això i en quina part de l'organisme humà són? Les respostes s'hi han proposat des de la biologia i la neurologia; Jung feu alguns suggeriments pel que fa a la connexió dels arquetips amb els gens, en concret en els arquetips contrasexuals, esperit i ànima, que segons ell deuen tenir un origen genètic.
Posteriorment, Fordham establí una connexió entre arquetips i gens, argumentant que "l'única cosa que s'hereta és el que està contingut en un òvul fertilitzat" i conclou que "quan es diu que els arquetips són funcions hereditàries, això significa que d'estar representats en les cèl·lules germinals".
Stevens és més precís, suggerí que és en l'ADN on cal cercar la ubicació i transmissió dels arquetips. Com són coincidents amb la vida natural, s'han d'esperar allà on hi haja vida. L'ADN aporta un grau de regularitat, patró i ordre al món natural i és, segons Stevens, "l'arquetip reproduïble de les espècies".
La idea de Stevens que l'ADN pot involucrar arquetips l'anticipà L. Stein en el seu article Introducing not-self (1967), en què fa el suggeriment biològic més precís fins al moment. Comença preguntant què farà un organisme per sobreviure al perill. La resposta, en la forma més senzilla, és reconéixer el que no és en si mateix. Açò és cert en la malaltia, quan el cos lluita per traure-se'n una infecció o quan una persona identifica un enemic o en el reconeixement d'un bebé de figures cuidadores externes amb qui relacionar-se. Per tant, per a la supervivència, es posa en acció un patró de percepció preexistent, capaç de reconéixer el que no és un mateix. L'organisme hi pren mesures preventives, protectores, adaptatives o cap acció. Aquesta activació suposa un missatge de l'ADN, transmés per un missatger. Stein diu que tots els termes emprats per a delimitar els missatgers ("molècules patró, gens, enzims, hormones, catalitzadors, feromones, hormones socials...") són idees semblants als arquetips: hi esmenta figures arquetípiques que representen missatgers com Hermes, Prometeu o Crist.
En basar els arguments en una consideració dels sistemes de defensa biològica, Stein enumera els trets d'un sistema de defensa somàtic. Ha d'operar en tot un espectre de circumstàncies concretes, els seus agents han de poder anar arreu, la distribució dels agents no ha d'alterar l'statu quo somàtic i, en persones predisposades, els agents atacaran al jo. La proposta de Stein és que:

ni el sistema nerviós ni l'endocrí semblen capaços d'acomplir totes aquestes funcions. Això duu a les suposicions que l'anàleg biològic del si mateix deu ser el vast regne de les cèl·lules limfoides del tronc i les mesenquimatoses indiferenciades del sistema reticuloendotelial.
 
| « | ni el sistema nerviós ni l'endocrí semblen capaços d'acomplir totes aquestes funcions. Açò condueix a les suposicions que l'anàleg biològic del si mateix sembla el vast regne de les cèl·lules limfoides del tronc i les cèl·lules mesenquimatoses indiferenciades del sistema reticuloendotelial. | » |

### Psicoanàlisi

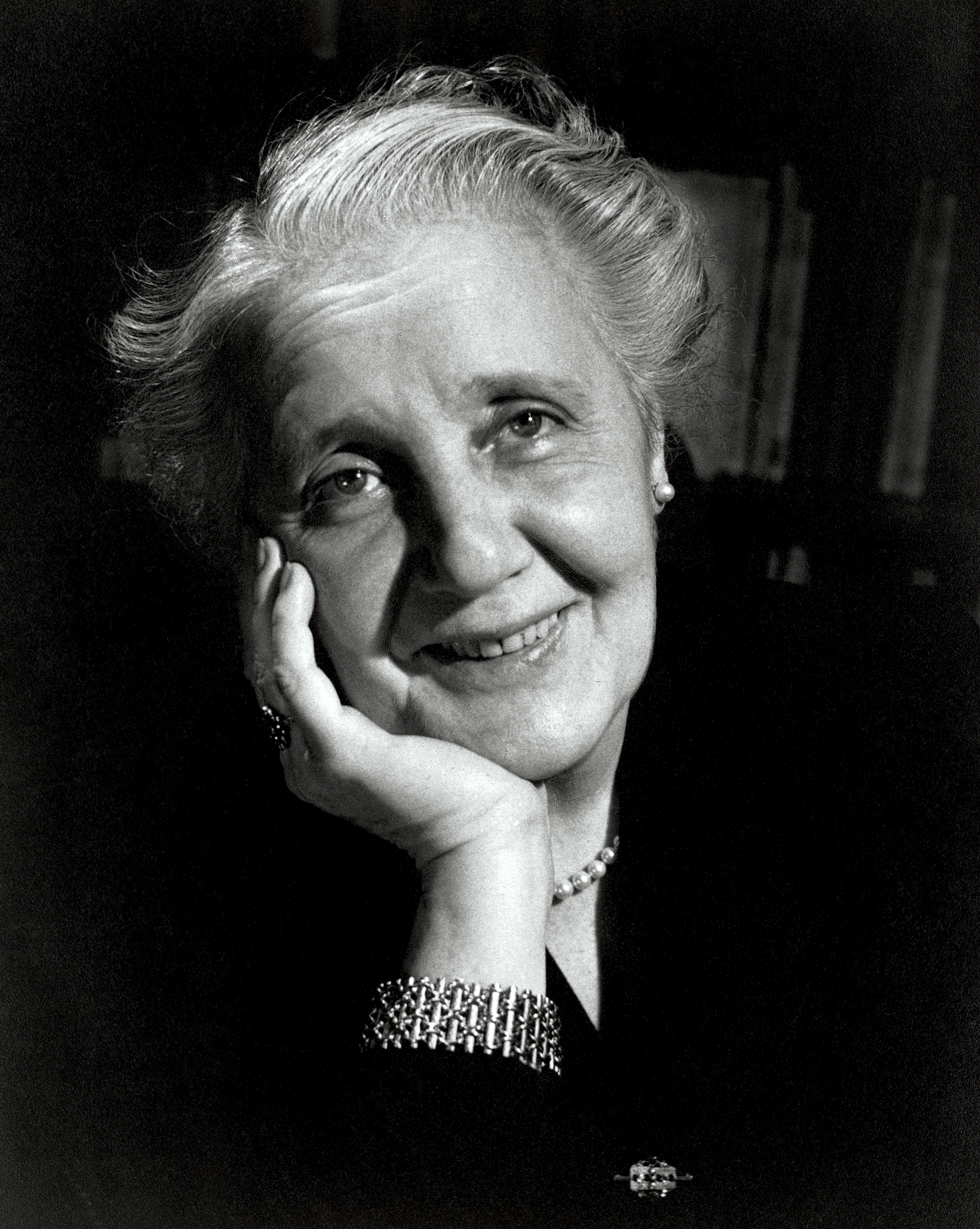
Melanie Klein

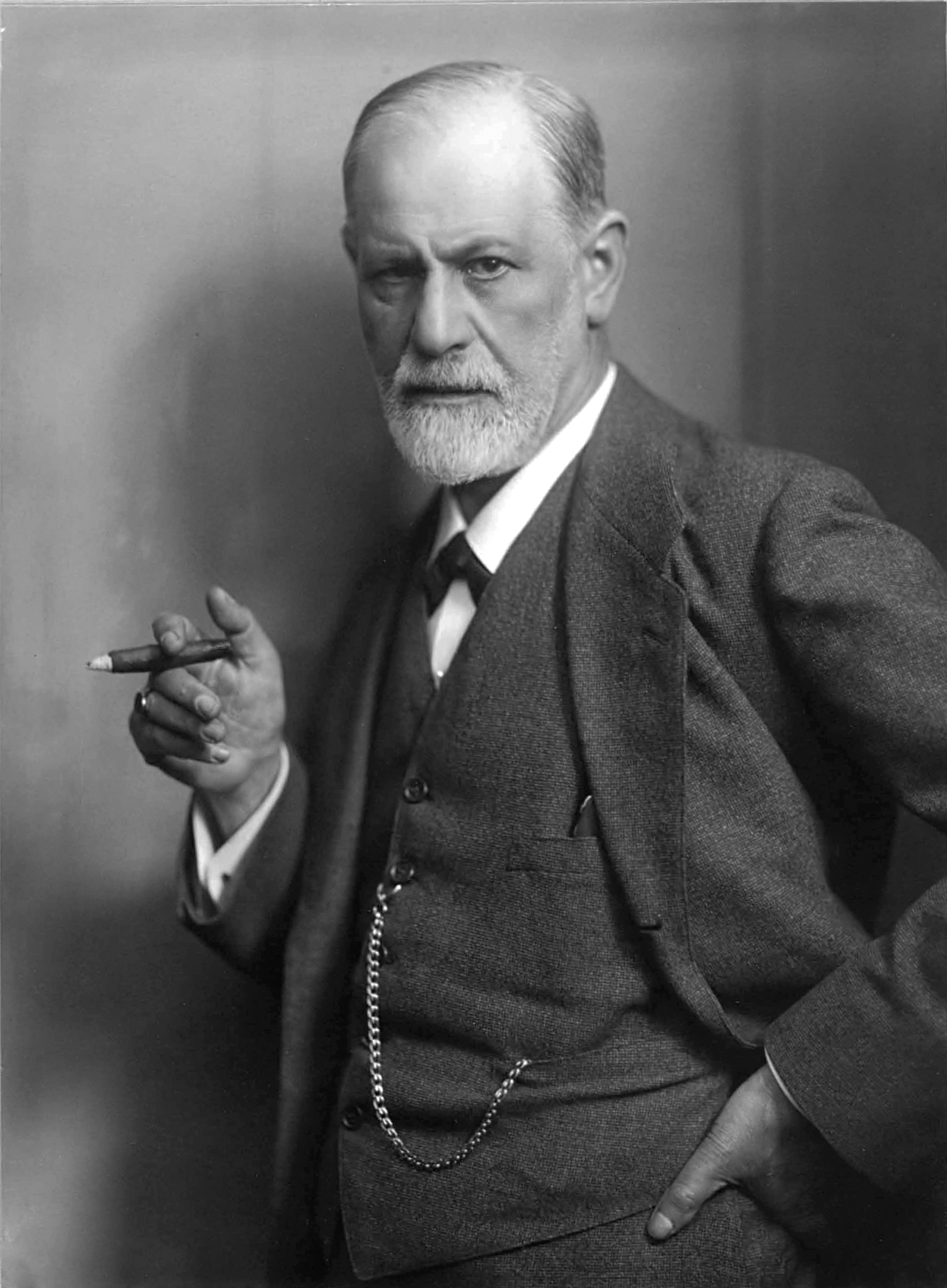
Sigmund Freud

Melanie Klein: la seua idea de "fantasia inconscient" està molt relacionada amb l'arquetip de Jung, perquè tots dos es componen d'imatge i afecte, i són patrons a priori de la psique, els continguts de la qual es construeixen a partir de l'experiència.
Lacan anà més enllà de la proposició que l'inconscient és una estructura que es troba sota el món conscient: l'inconscient està estructurat, com un llenguatge. Açò suggereix paral·lelismes amb Jung. Els ordres simbòlic i imaginari de Lacan, a més a més, es poden aparellar amb la teoria arquetípica de Jung i l'inconscient. L'ordre simbòlic modela els continguts de l'imaginari igual que les estructures arquetípiques predisposen els éssers humans cap a certa classe d'experiència. Per exemple, respecte als pares, les estructures arquetípiques i l'ordre simbòlic predisposen el nostre reconeixement i relació amb ells.
El concepte del real de Lacan s'acosta a l'elaboració de Jung de l'inconscient psicoide, que es pot veure com a veritable però no es pot conéixer directament. Lacan planteja que l'inconscient s'organitza en una intricada xarxa regida per associació, sobretot per "associacions metafòriques": aquesta xarxa es mostra amb l'anàlisi dels productes inconscients: somnis, símptomes, etc.
Wilfred Bion: els pensaments precedeixen una capacitat de pensament. Els pensaments en un bebé menut són indiferenciables de les dades sensorials o de les emocions no organitzades. Bion empra el mot "protopensaments" per a aquests fenòmens primerencs. Per la seua connexió amb les dades sensorials, els protopensaments són concrets i autocontinguts (pensaments en si mateixos), i no són capaços encara de representacions simbòliques o relacions d'objecte. Els pensaments llavors funcionen com preconceptes, predisposen entitats psicosomàtiques semblants a arquetips. El suport per a aquesta connexió prové de l'observació de l'analista kleinià Roger Money-Kyrle que la noció de preconceptes de Bion és la descendent directa de les idees de Plató.
En les Conferències d'introducció a la psicoanàlisi (1916-1917) Freud escrigué: "No hi ha dubte que la seua font està en les pulsions, però en resta per explicar el fet que en tots els casos es creen les mateixes fantasies amb idèntic contingut. Tinc una ràpida resposta per a això, i sé que els semblarà agosarada. Pense que aquestes fantasies primordials —així les anomenaria, junt a d'altres— són un patrimoni filogenètic".
El seu suggeriment que les fantasies primàries són un residu de records específics d'experiències prehistòriques s'ha interpretat com en línia amb el concepte d'arquetips. Laplanche i Pontalis remarquen que totes les anomenades fantasies primàries es relacionen amb els orígens i que "com els mites col·lectius tracten d'aportar una representació i "solució" al que per al xiquet o xiqueta és un gran enigma".
Al 2004, el psicoterapeuta i psicoanalista Robert Langs empra la teoria arquetípica com una manera d'entendre el funcionament del que ell denomina "sistema inconscient profund". La utilització dels arquetips per Langs es relaciona sobretot amb problemes associats a l'ansietat de mort, que ell considera l'arrel del conflicte psíquic. Igual que Jung, Langs pensa que els arquetips són factors inconscients profunds de tota l'espècie.

### Neurologia
Rossi (1977) afirma que la funció i els trets diferenciadors entre els hemisferis cerebrals esquerre i dret ens fan situar els arquetips en l'hemisferi dret. Cita recerques que indiquen que el funcionament de l'hemisferi esquerre és sobretot verbal i associatiu, i el del dret visual, espacial i perceptiu. Així, l'hemisferi esquerre està equipat com un processador d'informació crític i analític, mentre que l'hemisferi dret funciona a manera de "gestalt". Això vol dir que l'hemisferi dret és millor per a obtenir una imatge total a partir d'un fragment i per treballar amb material confús; és més irracional que l'esquerre i està més connectat amb els processos corporals. Una vegada expressat en paraules, conceptes i llenguatge del regne hemisfèric esquerre del jo, esdevenen sols representacions que "prenen el color" de la consciència individual. Les figures interiors com l'ombra, l'ànima i l'esperit serien processos arquetípics amb l'origen en l'hemisferi dret.
Henry (1977) al·ludí al model de Maclean del cervell tripartit i suggerí que el cervell reptilià és una part més antiga del cervell i pot contenir no sols unitats sinó estructures arquetípiques: degué haver-hi un temps en què el capteniment emocional i la cognició estaven menys desenvolupats i hi predominava el cervell més antic. Hi ha un paral·lelisme evident amb la idea de Jung que els arquetips "cristal·litzen" al llarg del temps.

### Crítica literària
La crítica literària arquetípica sosté que els arquetips determinen la manera i funció de les creacions literàries i que el significat d'un text està format per mites culturals i psicològics. Els arquetips són formes bàsiques incognoscibles personificades o concretades en imatges, símbols o patrons recurrents que inclouen motius com la cerca o l'ascens celestial, tipus de trets recognoscibles com l'heroi, símbols com la poma o la serp, o imatges com la crucifixió (com en King Kong o La núvia de Frankenstein), que estan carregades de significat quan s'utilitzen en un text particular.

### Psicologia
La psicologia arquetipal fou desenvolupada per James Hillman en la segona meitat del segle xx. Hillman es formà i fou director del C. G. Jung-Institut Zürich. La psicologia arquetipal forma part de la tradició junguiana i es relaciona amb la psicologia analítica i la teoria psicodinàmica, tot i que se n'aparta radicalment. Relativitza el jo i es concentra en la psique, o ànima, i en els archai, els patrons profunds del funcionament psíquic, "les fantasies fonamentals que animen tota la vida". La psicologia arquetipal és una psicologia politeista, que reconeix les innombrables fantasies i mites (déus, dees, semideus, mortals i animals) que configuren i són configurats per la nostra vida psicològica. El jo només és una fantasia psicològica dins un conjunt de fantasies.
La principal influència en el desenvolupament de la psicologia arquetipal és la psicologia analítica de Jung. Està molt influenciada per les idees clàssiques gregues, renaixentistes i romàntiques. Artistes, poetes, filòsofs, alquimistes i psicòlegs notables foren Nietzsche, Heidegger, Henry Corbin, Keats, Shelley, Petrarca i Paracels. Tot i que diferents en les seues teories, semblen units per la preocupació comuna per la psique, l'ànima. Molts arquetips s'han usat en el tractament de malalties psicològiques. La primera recerca de Jung fou amb esquizofrènics. Un exemple actual n'és l'ensenyament d'arquetips a joves amb llibres il·lustrats per ajudar-los en el seu creixement. Els infermers tracten pacients amb ús d'arquetips. La teràpia arquetipal ofereix una àmplia gamma si s'aplica correctament, i encara s'està desenvolupant a les escoles junguianes hui dia. Com que és innombrable la llista d'arquetips, les possibilitats de cura en són vastes.

### Pedagogia
La pedagogia arquetipal la desenvolupà Clifford Mayes. Tenia també com a objectiu promoure en professors el que ell anomena reflexió arquetipal; és un mitjà per a encoratjar-los a examinar i treballar amb temes, imatges i supòsits psicodinàmics, ja que aquests factors afecten les pràctiques pedagògiques. El Pearson-Marr Archetype Indicator (PMAI), basat en les teories de Jung sobre arquetips i tipus de personalitat, s'ha emprat per a aplicacions pedagògiques (no gaire diferent del Myers-Briggs Type Indicator).

## En la cultura popular
Els arquetips abunden en les pel·lícules i la literatura contemporànies, com en les obres creatives del passat, són projeccions inconscients de l'inconscient col·lectiu destinades a personificar conflictes socials amb un mitjà que entreté i instrueix. Les pel·lícules són una forma contemporània de creació de mites, que reflecteix la nostra resposta a nosaltres mateixos i als misteris i prodigis de la nostra existència. Un estudi de Faber i Mayer (2009) mostra que els arquetips individuals que apareixen als mitjans de comunicació poden ser identificats per les persones.
O'Brien (2017) en dona una definició contemporània:
 
Els arquetips són temes o patrons d'organització universals que apareixen independentment de l'espai, el temps o la persona. Apareixen en tots els regnes existencials i en tots els nivells de recursió sistemàtica; estan organitzats com temes en l'unus mundus, que Jung descrigué com "el món potencial fora del temps", i són detectables per sincronicitats".

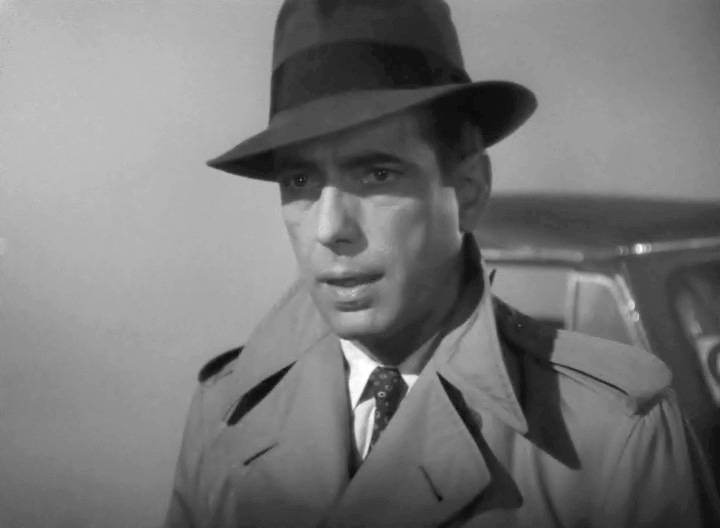
Heroi, Rick Blaine, en Casablanca
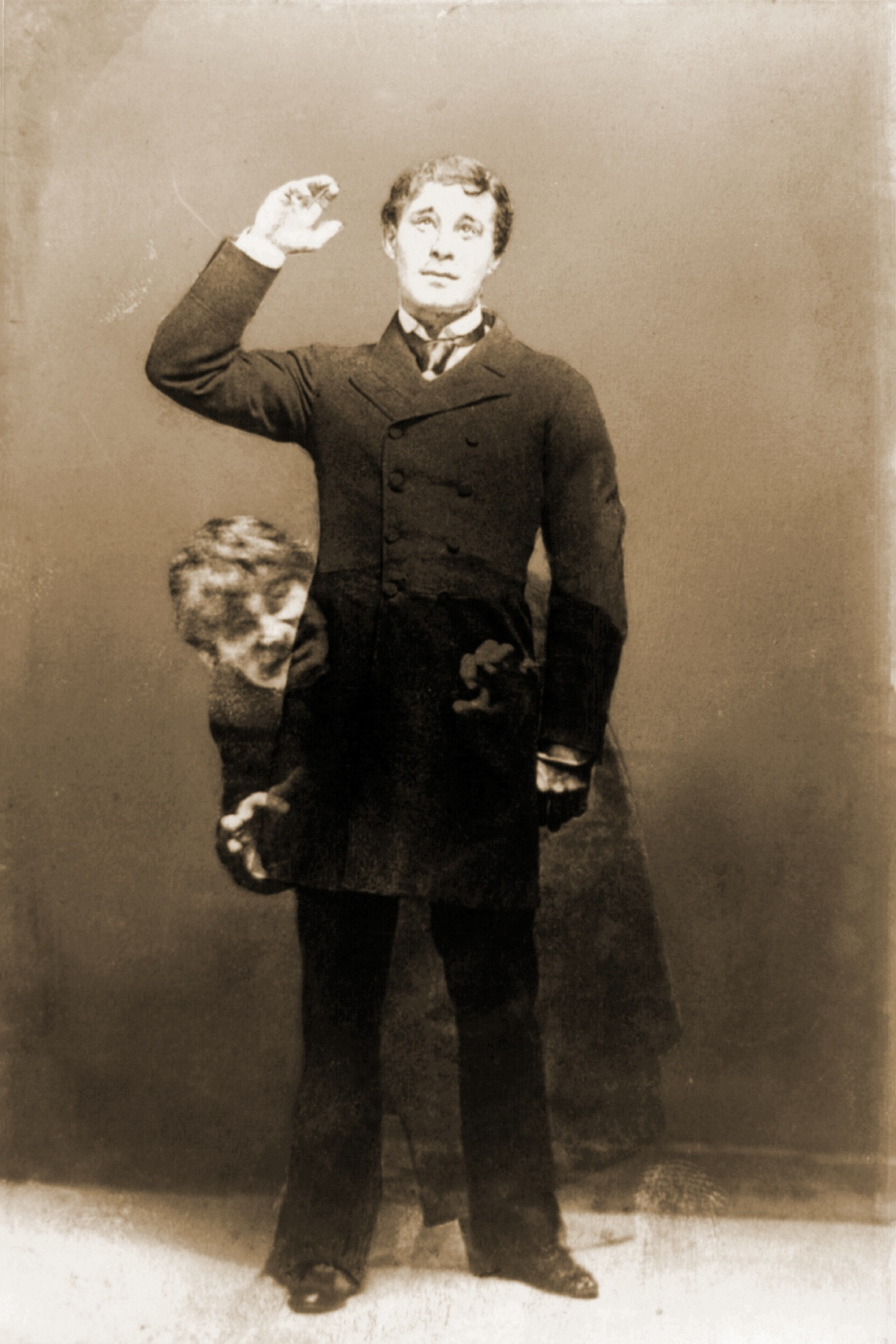
Ombra i metamorfosi, L'estrany cas del doctor Jekyll i Mr. Hyde
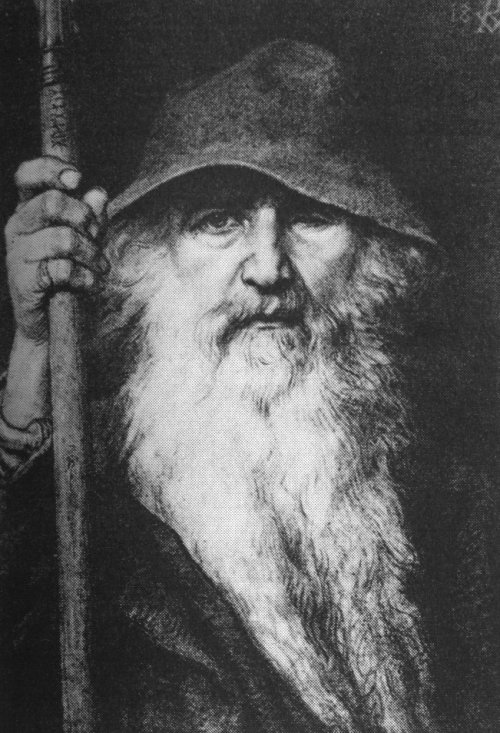
Vell savi, Odin
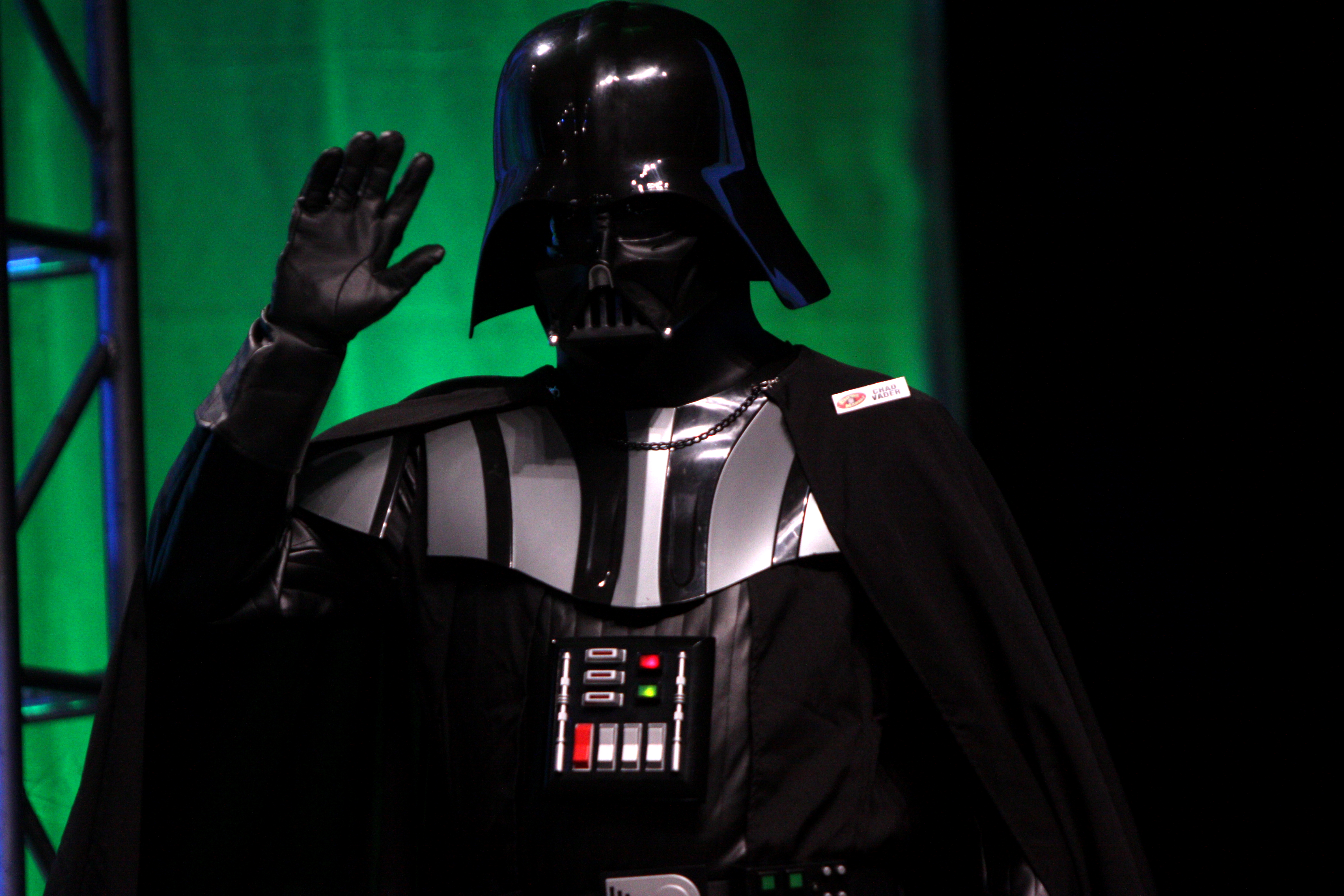
Pare malvat i màscara, Darth Vader
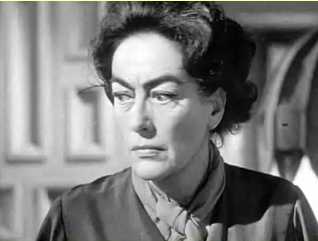
Mare malvada, Joan Crawford en Mommie Dearest
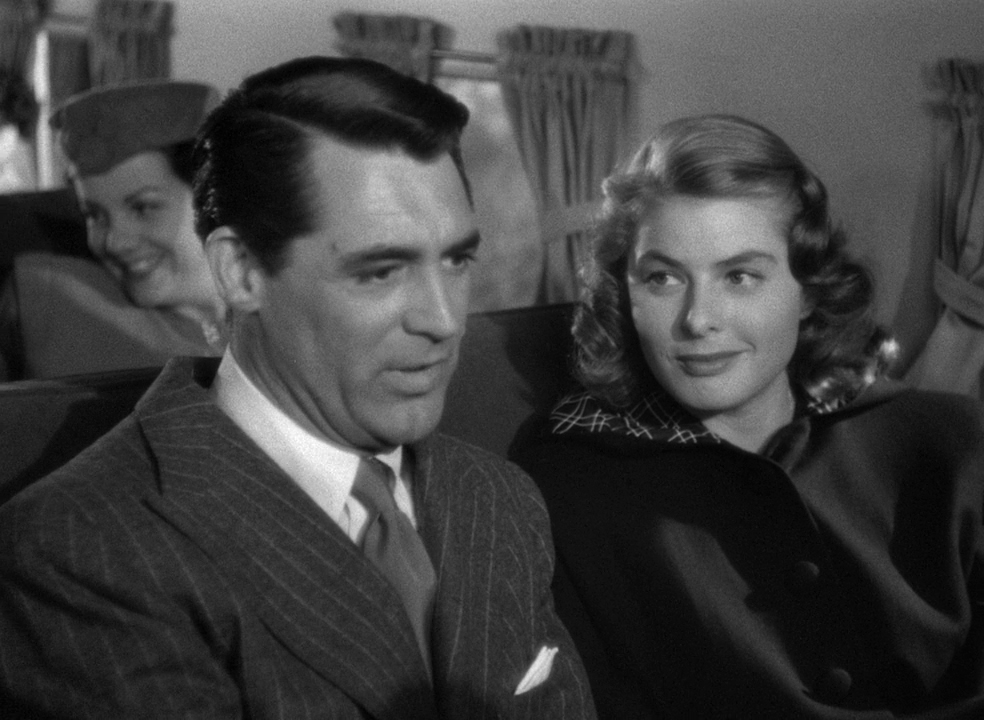
Ànima/esperit, Cary Grant i Ingrid Bergman en Notorious

El cinema contemporani és una rica deu d'imatges arquetípiques, més comunament evidenciades, per exemple, en l'arquetip de l'heroi: qui salva la situació i és jove i inexpert, com Luke Skywalker en Star Wars, o més vell i cínic, com Rick Blaine a Casablanca. L'arquetip mentor és un personatge comú en tota mena de pel·lícules: pot aparéixer i desaparéixer segons calga; sol ajudar l'heroi al principi i després li permet fer la part difícil per ell sol. El mentor entrena, prepara, encoratja i guia l'heroi. És obvi en algunes pel·lícules: el Sr. Miyagi en Karate Kid, Gandalf en El Senyor dels anells, Pep Conciències en Pinotxo o Obi-Wan Kenobi i Yoda en la trilogia originària de Star Wars.
L'ombra, el costat més fosc d'un mateix, se sol associar amb el vilà de moltes pel·lícules i llibres, però pot ser-ne interior com en L'estrany cas del doctor Jekyll i Mr. Hyde. El polimorf és la persona que enganya a l'heroi o que canvia sovint i pot representar-se, per exemple, pel robot T-1000 en Terminator 2. El trampós crea alteracions del statu quo, potser de manera infantil, i ens ajuda a veure l'absurd de les situacions, proporcionant-hi humor; per exemple, Yoda en L'Imperi contraataca, Bugs Bunny, etc. El xiquet o xiqueta, sovint innocent, podria ser una persona que necessita protecció però pot estar imbuïda de poders especials (per exemple, E.T.); el mal pare, vist com un dictador, o malvat i cruel (per exemple, Darth Vader en Star Wars); la mala mare (per exemple, Mommie Dearest), juntament amb les madrastes malvades i les bruixes perverses; el xiquet roí, per exemple, en La mala llavor, La profecia...
Els arquetips junguians estan molt integrats en les trames i personalitats de la sèrie Persona. El personatge de Filemó és una referència al guia espiritual savi del Llibre roig de Jung, i es revela que les persones es formen a partir d'arquetips de l'inconscient col·lectiu. En Persona 3 i 4, els personatges amb què es formen les relacions (en el joc "Social Links") estan basats cadascú en un arquetip particular.

## Crítica
Els crítics més acèrrims de Jung l'han acusat d'essencialisme místic o metafísic. Com que els arquetips es defineixen de manera vaga i les imatges arquetípiques han estat observades per molts junguians en una àmplia varietat de fenòmens quotidians, no són generalitzables ni específics de manera que puga ser investigada o delimitada amb rigor, eludeixen l'estudi sistemàtic. Jung i els seus partidaris defensaren la impossibilitat de proporcionar definicions operatives com un problema no sols per a la psicologia arquetipal, sinó també per a altres dominis de coneixement que estudien sistemes complexos d'una manera integrada.
Les crítiques feministes s'han centrat en aspectes de la teoria arquetipal que es consideren reduccionistes i donen una visió estereotipada de la feminitat i la masculinitat.
Una altra crítica dels arquetips és que veure els mites com a universals tendeix a abstraure'ls de la història de la seua creació real i del seu context cultural. Alguns crítics afirmen que els arquetips redueixen les expressions culturals a conceptes descontextualitzats genèrics, despullats del seu context cultural únic, reduint una realitat complexa en una cosa "simple i fàcil d'entendre". Altres crítics responen que els arquetips solidifiquen els prejudicis culturals de l'intèrpret de mites, és a dir, els occidentals moderns. La recerca moderna, amb la seua èmfasi en el poder i la política, ha vist els arquetips com un dispositiu colonial per a anivellar les especificitats de les cultures individuals i les seues històries al servei de la gran abstracció.
Altres l'han acusat d'una promoció romàntica i perjudicial del "primitivisme" amb la teoria arquetipal. Aquesta teoria s'ha plantejat com científicament infalsable i fins i tot qüestionada com un domini adequat de la recerca psicològica i científica. Jung esmenta la demarcació entre l'estudi psicològic experimental i el descriptiu, i veu la psicologia arquetipal arrelada per necessitat en aquest últim camp, fonamentada com estava (fins a un cert punt) en el treball de casos clínics.
A causa que el punt de vista de Jung era essencialment subjectivista, mostrà una perspectiva una mica neokantiana d'escepticisme per conéixer les coses en si mateixes i una preferència de l'experiència interior sobre les dades empíriques. Aquest escepticisme contrarestà el materialisme amb un altre tipus de reduccionisme, un que redueix tot a l'explicació psicològica subjectiva i a afirmacions confuses.
La crítica postjungiana cerca contextualitzar, expandir i modificar el discurs originari de Jung sobre els arquetips. Michael Fordham critica la tendència a relacionar sols les imatges produïdes pels pacients amb paral·lelismes històrics, per exemple, de l'alquímia, la mitologia o el folklore. Un pacient que produeix material arquetípic amb paral·lelismes alquímics corre el risc de separar-se més que abans de l'entorn en la vida actual.